# Plagiocheilus
 Plagiocheilus  Arn. ex DC., 1838 è un genere di piante angiosperme dicotiledoni della famiglia delle Asteraceae, sottofamiglia Asteroideae, tribù Astereae (Baccharis lineage) e sottotribù Baccharidinae.

## Etimologia
L'etimologia del genere botanico Plagiocheilus deriva dal greco antico: "plagios" (= obliquo, di lato) e "cheilos" (= labbro). Il nome fa riferimento alla corolla dei fiori del raggio.
Il nome scientifico del genere è stato definito dai botanici George Arnott Walker Arnott (1799-1868) e Augustin Pyramus de Candolle (1778-1841) nella pubblicazione " Prodromus Systematis Naturalis Regni Vegetabilis ... (DC.)" ( Prodr. [A. P. de Candolle] 6: 142) del 1838.

## Descrizione
Portamento. Le specie di questo genere hanno un habitus di tipo erbaceo perenne con superfici peloso-irsute.
Fusto. La parte aerea è eretta o strisciante, semplice o ramosa. 
Foglie. Le foglie sono disposte in modo alternato e sono picciolate; i piccioli sono alati con base allargata. La lamina è pennata o bipennata. La parte basale è pelosa sui margini. La superficie è percorsa da 1 – 3 nervi.
Infiorescenza. Le sinflorescenze sono composte da capolini solitari (o pochi raccolti in grappoli). Le infiorescenze vere e proprie sono composte da un capolino ascellare peduncolato normalmente di tipo disciforme. I capolini sono formati da un involucro, con forme da campanulate a emisferiche, composto da diverse brattee, al cui interno un ricettacolo fa da base ai fiori di due tipi: fiori del raggio e fiori del disco. Le brattee, non carenate, con forme da ovate a oblunghe, margini ialini e a consistenza erbacea, sono disposte in modo più o meno embricato su 3 serie. Il ricettacolo in genere è nudo ossia senza pagliette a protezione della base dei fiori; la forma varia da convessa a conica.
Fiori.  I fiori sono tetra-ciclici (formati cioè da 4 verticilli: calice – corolla – androceo – gineceo) e pentameri (calice e corolla formati da 5 elementi). Si distinguono in:
- fiori del raggio (esterni): sono femminili e sono disposti su più serie; sono principalmente ligulati (zigomorfi);
- fiori del disco (centrali): sono più numerosi con forme tubulose (attinomorfe); sono funzionalmente maschili.

- Formula fiorale:

*/x K {\displaystyle \infty }, [C (5), A (5)], G 2 (infero), achenio
- Calice: i sepali del calice sono ridotti ad una coroncina di squame.

- Corolla:

- fiori del raggio: la forma della corolla alla base è tubulosa, mentre all'apice è brevemente bilabiata con 1 - 2 piccoli lobi sul lato interno; il colore è bianco;
- fiori del disco: la forma è tubulare snella strettamente divaricata in 5 lobi; i lobi, patenti o eretti, hanno una forma da deltata a oblunga-lanceolata; il colore è verde-giallo o rosso-bruno.

- Androceo: l'androceo è formato da 5 stami sorretti da filamenti generalmente liberi; gli stami sono connati e formano un manicotto circondante lo stilo; le teche (produttrici del polline) alla base sono troncate e sono lievemente auricolate (molto raramente sono speronate o hanno una coda); le appendici apicali delle antere hanno delle forme piatte e lanceolate; il tessuto endoteciale (rivestimento interno dell'antera) è quasi sempre polarizzato (con due superfici distinte: una verso l'esterno e una verso l'interno). Il polline è sferico con un diametro medio di circa 25 micron;  è tricolporato (con tre aperture sia di tipo a fessura che tipo isodiametrica o poro) ed è echinato (con punte sporgenti).[11][13]

- Gineceo: l'ovario è infero uniloculare formato da 2 carpelli.[7] Lo stilo (il recettore del polline) è profondamente bifido (con due stigmi divergenti) e con le linee stigmatiche marginali separate.[14] I due bracci dello stilo hanno una forma lanceolata a deltoide e possono essere papillosi o ricoperti da ciuffi di peli.

Frutti. I frutti sono degli acheni senza pappo: l'achenio è piccolo e di colore marrone chiaro; la forma è oblunga compressa, ma senza becco; la superficie è glabra o ricoperta da setole con punte simili ad ancora.

## Biologia
Impollinazione: l'impollinazione avviene tramite insetti (impollinazione entomogama tramite farfalle diurne e notturne).

Riproduzione: la fecondazione avviene fondamentalmente tramite l'impollinazione dei fiori (vedi sopra).

Dispersione: i semi (gli acheni) cadendo a terra sono successivamente dispersi soprattutto da insetti tipo formiche (disseminazione mirmecoria). In questo tipo di piante avviene anche un altro tipo di dispersione: zoocoria. Infatti gli uncini delle brattee dell'involucro (se presenti) si agganciano ai peli degli animali di passaggio disperdendo così anche su lunghe distanze i semi della pianta. Inoltre per merito del pappo il vento può trasportare i semi anche a distanza di alcuni chilometri (disseminazione anemocora).

## Distribuzione e habitat
Le specie di questo genere sono distribuite in America del Sud.

## Sistematica
La famiglia di appartenenza di questa voce (Asteraceae o Compositae, nomen conservandum) probabilmente originaria del Sud America, è la più numerosa del mondo vegetale, comprende oltre 23.000 specie distribuite su 1.535 generi, oppure 22.750 specie e 1.530 generi secondo altre fonti (una delle checklist più aggiornata elenca fino a 1.679 generi). La famiglia attualmente (2021) è divisa in 16 sottofamiglie; la sottofamiglia Asteroideae è una di queste e rappresenta l'evoluzione più recente di tutta la famiglia.

### Filogenesi
La tribù Astereae (una delle 21 tribù della sottofamiglia Asteroideae) comprende circa 40 sottotribù. In base alle ultime ricerche nella tribù sono stati individuati (provvisoriamente) 5 principali lignaggi:
- Basal grade: include alcuni generi isolati, il gruppo "South American-Oceania",  alcune sottotribù africane e il gruppo dei generi legnosi del Madagascar.
- Bellis lineage: comprende le sottotribù eurasiatiche e una sottotribù africana.
- Aster lineage: include i generi asiatici di Asterinae e i principali gruppi dell'Australia e dell'Oceania.
- Baccharis lineage: include alcuni gruppi sudamericani.
- North American lineage: include la vasta gamma di sottotribù del Nordamerica, Messico e alcuni gruppi distribuiti nel Sudamerica.

Il genere  Plagiocheilus (insieme alla sottotribù Baccharidinae) è incluso nel lignaggio "Baccharis lineage" relativo agli areali del Sud America. La sottotribù Baccharidinae è divisa in 9 gruppi. Il genere di questa voce è incluso nel " Archibaccharis group".
I caratteri distintivi del genere sono:
- il portamento è erbaceo perenne;
- la corolla dei fiori del raggio è bilabiata;
- il pappo è mancante (o rudimentale).

Il numero cromosomico delle specie di questo genere è: 2n = 18.
In precedenti trattazioni questo genere era incluso nella sottotribù Grangeinae.

### Elenco delle specie
Questo genere ha 6 specie:
- Plagiocheilus bogotensis (Kunth) Wedd.
- Plagiocheilus ciliaris  Wedd.
- Plagiocheilus frigidus  Poepp.
- Plagiocheilus peduncularis  (Kunth) Wedd.
- Plagiocheilus soliviformis  DC.
- Plagiocheilus tanacetoides  Hook. & Arn. ex DC.